# Świlcza
Świlcza è un comune rurale polacco del distretto di Rzeszów, nel voivodato della Precarpazia.
Ricopre una superficie di 128,42 km² e nel 2004 contava 18 652 abitanti.